# Barbara Rosenkranz
Barbara Rosenkranz (20 de junho de 1958, Salzburgo) é uma política austríaca do FPÖ.